# Kőzetszövet
A kőzetszövet a kőzeteket felépítő ásványok (elegyrészek) alakja, mérete, elhelyezkedése és egymáshoz való viszonya (kapcsolódási módja) által meghatározott tulajdonságegyüttes.
Mivel az eltérő módon képződött (magmás-, metamorf- és üledékes-) kőzettípusokat jelentősen eltérő ásványok, illetve elegyrészek építik fel, valamint kialakulásukért más és más földtani, illetve fizikai-kémiai folyamatok felelősek (olvadékból történő kristályosodás, szilárd fázisú reakciók, aprózódás-mállás-szállítódás-lerakódás), ezért a kőzetszövet leírására a három fő kőzettípus esetében eltérő terminológiát alkalmaznak.

## Vizsgálata
- makroszkóposan: szabad szemmel, lupéval vagy binokuláris mikroszkóp alatt; bizonyos esetekben megfelelő (például rétegződési vagy palássági síkra merőleges) irányú vágással, polírozással előkészített felületen,
- vékonycsiszolatban: csiszolással 30-40 µm vastagságúra elvékonyított kőzetlemez polarizációs (petrográfiai) mikroszkópban történő megfigyelésével.

## A kőzetalkotó ásványok alakja
A kőzetek felépítésükben részt vevő ásványok alakjuk szerint lehetnek: izometrikus, oszlopos, táblás, tűs és pikkelyes-lemezes megjelenésűek.
Kristálylapjaik különféle fokú kifejlődése alapján három morfológiai csoportba sorolhatók be:
- idiomorf (euhedrális, automorf) – saját alakú ásványszemcsék, melyek a belső szerkezetüknek megfelelő kristályformájukat mutatják, illetve csak saját kristálylapjaikkal határoltak
- hipidiomorf (szubhedrális, hipoautomorf) – félig saját alakú ásványszemcsék, melyek részben saját kristálylapjaikkal, részben pedig a szomszédos ásványok alakjához idomult felületekkel határoltak
- xenomorf (anhedrális, allotriomorf) – nem saját alakú ásványok, melyeknek felületét a szomszédos kristályok alakja határozza meg, gyakran a maradék teret töltik ki

## Amagmás kőzetekszövete
Kőzetszövetüket elsősorban a magma kémiai összetétele és kristályosodásának körülményei határozzák meg. A nagyobb mélységben megrekedt kőzetolvadékok például lassan kristályosodnak, míg a kiömlési (vulkáni) kőzetek gyorsabban szilárdulnak meg, azaz a képződő ásványszemcsék mérete eltérő lesz. A nyúlt és lemezes szerkezetű ásványszemcsék rendeződhetnek irány szerint, ilyen esetben irányított szövetről beszélnek a petrográfusok (például egyes kiömlési kőzetekben felismerhető a láva egykori folyásiránya).

## Ametamorf kőzetekszövete
A földkéregben a metamorf folyamatok során fellépő hőmérséklet- és nyomásváltozás hatására, a kőzetek átkristályosodása mellett, megváltozik az eredeti (relikt) és az újonnan keletkező metamorf ásványok irányítottsága, geometriai elrendeződése, azaz a kőzetek szerkezete, illetve szövete is. Irányított nyomás (pstressz) hatására a kőzet palás szerkezetű lesz, vagy a nagy nyíróerők felaprózhatják a kőzetanyagot, esetleg a súrlódási hőtől lokális megolvadás is történhet.

## Azüledékes kőzetekszövete
Az üledékek és az ezekből képződő üledékes kőzetek szerkezeti és szöveti bélyegeinek leírásával, képződésük feltételeinek és folyamatainak felderítésével, modellezésével és értelmezésével a szedimentológia tudománya foglalkozik (tárgykörei: az üledékek kialakulása, az üledékek szállítás és leülepedés közbeni szétkülönülése, betemetődése, diagenezise /kőzettéválása/). Az üledékes kőzetek szöveti paramétereit elsősorban az alkotórészek minősége (például vulkáni törmelék, sziliciklaszt /agyag, homok, kavics/, finomszemcsés mészanyag) és geometriai megjelenése (abszolút méretük, alakjuk, illeszkedésük, osztályozottságuk), illetve a szállító és ülepítő közeg minősége (szél, tenger vagy édesvíz, jég), valamint fizikai paraméterei (például vízhőmérséklet, áramlási sebesség) határozzák meg.
Jelentős szerepet játszanak még a diagenezis során az üledékeket érő fizikai hatások. A kőzettéválás során elsősorban kompakciót szenvednek, ami vízvesztéssel és a szövet tömörödésével jár. Ebben a folyamatban a szemcsés laza kőzet kötött laza kőzetté, majd összeálló kőzetté válik. A kompakcióban fellépő erők növekedése, valamint időtartamának hosszabbodása a metamorfózis felé vezet. A kőzetszövetet meghatározza a kötőanyag mennyisége és minősége is. A kötőanyag általában valamilyen oldatból kiváló ásványi anyag (kalcit, mész).

## Lásd még
- Kőzettan
- Ásványos összetétel
- Magmás kőzetek táblázata
- Bowen-sorozat
- Szövetszerkezet